# Robert Jenkinson, 2. Earl of Liverpool

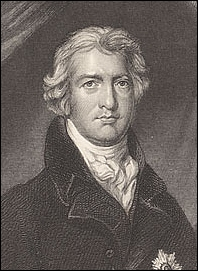
Robert Banks Jenkinson, 2. Earl of Liverpool

Robert Banks Jenkinson, 2. Earl of Liverpool (* 7. Juni 1770 in London; † 4. Dezember 1828 in Kingston upon Thames, Surrey) war ein britischer Staatsmann. Von 1801 bis 1812 leitete er verschiedene Ministerien des Vereinigten Königreichs, anschließend amtierte er bis 1827 als Premierminister.

## Leben
Robert Jenkinson war der älteste Sohn von Charles Jenkinson, 1. Earl of Liverpool, aus dessen Ehe mit Amelia Watts. Er wurde an der Charterhouse School und am Christ Church College der Universität Oxford ausgebildet. Auf einer Bildungsreise auf den Europäischen Kontinent erlebte er 1789 in Paris den Sturm auf die Bastille mit. 1790 wurde er als Abgeordneter der Tories für das Borough Appleby in Westmorland erstmals ins britische Unterhaus gewählt. 1790 bis 1803 war er Abgeordneter für das Borough Rye in East Sussex. Er war zunächst Mitglied der Kontrollkommission für Indien (1793–1796) und schließlich Chef der Royal Mint (1799–1801). 1799 wurde er auch ins Privy Council berufen. Im Kabinett von Henry Addington war er 1801 bis 1804 Außenminister. In diesem Amt erreichte er 1802 den Vertrag von Amiens mit Frankreich.
Am 15. November 1803 wurde er durch Writ of Acceleration ins House of Lords berufen und erbte dadurch vorzeitig den nachgeordneten Titel seines Vaters als 2. Baron Hawkesbury. In William Pitts Kabinett war Jenkinson 1804 bis 1806 und unter William Cavendish-Bentinck, 3. Duke of Portland 1807 bis 1809 Innenminister. Ab 1806 war er zusätzlich Lord Warden of the Cinque Ports. Beim Tod seines Vaters erbte er 1808 auch dessen Titel als 2. Earl of Liverpool. Im Kabinett von Spencer Perceval hatte er von 1809 bis 1812 das Amt des Kriegs- und Kolonialministers (Secretary of State for War and the Colonies) inne.
Als Spencer Perceval im Mai 1812 ermordet worden war, wurde Lord Liverpool Premierminister. In seiner Regierungszeit siegten die Briten über die Franzosen in den Napoleonischen Kriegen, konnten jedoch keinen militärischen Triumph über die USA im Krieg von 1812 erringen. Es folgte der Wiener Kongress mit einer labilen Friedenszeit. Er selbst blieb bei Kabinettsentscheidungen ebenso wie zuvor in seinen Ministerämtern weitgehend im Hintergrund und folgte den Ratschlägen seiner Berater. Sein Verdienst lag eher darin, die beiden Flügel der Tories in einer gemeinsamen Regierung zu halten. 1814 wurde er als Knight Companion in den Hosenbandorden aufgenommen. Nach einem Schlaganfall trat er 1827 als Premierminister zurück.
Seit dem 25. März 1795 war er mit Lady Louisa Theodosia Hervey (1767–1821), Tochter von Frederick Hervey, 4. Earl of Bristol (1730–1803), verheiratet. Nachdem seine erste Gattin am 12. Juni 1821 gestorben war, heiratete er am 24. September 1822 in zweiter Ehe Mary Chester († 1846). Da er kinderlos blieb, fielen seine Adelstitel bei seinem Tod 1828 an seinen jüngeren Halbbruder Charles Jenkinson als 3. Earl of Liverpool.